# Michał Czajczyk
Michał Czajczyk (ur. 28 września 1915 w Krakowie, zginął w kwietniu 1945 w obozie we Flossenbürgu) – polski koszykarz, mistrz i reprezentant Polski.

## Życiorys
Zawodnik Cracovii, z którą zdobył mistrzostwo Polski w 1938 r.
W reprezentacji Polski w koszykówce zadebiutował w 1935 r. Został powołany do kadry na pierwsze w historii mecze tej drużyny z Estonią i Łotwą. Wystąpił na ME w 1937, zdobywając z drużyną czwarte miejsce. Na tym turnieju zagrał prawdopodobnie we wszystkich spotkaniach, nie zdobył punktów. Łącznie wystąpił w 12 meczach reprezentacji.
W czasie II wojny światowej w konspiracji, został zatrzymany z bronią w ręku 9 grudnia 1944, przebywał w więzieniu na Montelupich w Krakowie, a od lutego 1945 w obozie koncentracyjnym we Flossenbürgu. tam zginął prawdopodobnie w czasie likwidacji obozu w kwietniu 1945.